# Costel Cernat
Costel Cernat (né le 2 avril 1953 à Constanța) est un joueur et entraîneur roumain de basket-ball.

## Palmarès
Joueur
- Champion de Roumanie : 1978, 1980, 1981, 1982, 1984, 1985, 1986, 1987, 1989, 1990
- Coupe de Roumanie :  1981

Entraîneur
- Champion de Roumanie de deuxième division : 2006, 2012

Directeur technique
- Champion de Roumanie : 2005
- Coupe de Roumanie : 2005
- FIBA Europe Cup : 2005